# Ficedula speculigera

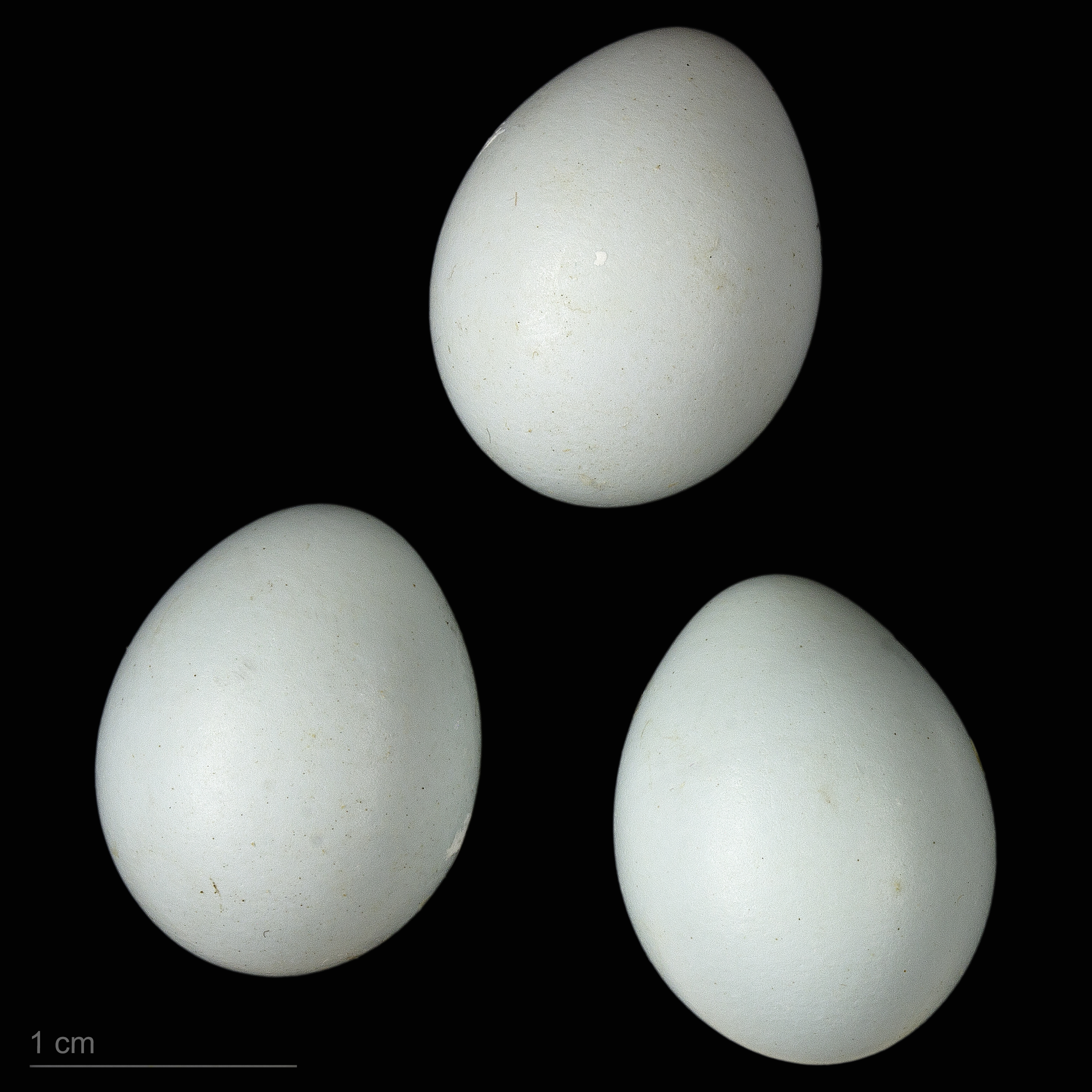
Ficedula speculigera

Ficedula speculigera là một loài chim trong họ Muscicapidae.